# Vlaamse Conferentie der balie van Gent

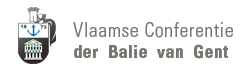
Het logo van de Vlaamse Conferentie

De Vlaamse Conferentie der balie van Gent, kortweg de Vlaamse Conferentie, is actueel een vereniging van (oud)-advocaten verbonden aan de Orde van advocaten van de balie Gent. 

## Geschiedenis
De Vlaamsche Conferentie der Balie van Gent zag het levenslicht in Gent op 11 december 1873, kort na de invoering van van de eerste taalwet in België. Deze zogenaamde wet-Coremans (17 augustus 1873), genoemd naar Edward Coremans, was de eerste stap naar de vernederlandsing van het rechtsleven. Deze eerste taalwet (zie onder meer Taalwetgeving in België) regelde de taalkwestie in de strafzaken. Het Nederlands werd in Vlaanderen de hoofdtaal, hoewel pleidooien en strafvorderingen nog steeds in het Frans uitgesproken mochten worden. Enkel leden van de Gentse balie konden lid worden van de vereniging.
De leden van de Vlaamsche Conferentie stelden zich tot doel om in het Nederlands de rechtswetenschap en de rechtelijke welsprekendheid te beoefenen. De eerste jaren werden pleitoefeningen georganiseerd en voordrachten gehouden. Later volgden vertalingen van bestaande wetteksten en ijverde de vereniging, samen met andere verenigingen, voor de verder vernederlandsing van het gerechtelijk apparaat en de procedure.

## Activiteiten
De Vlaamse Conferentie organiseert jaarlijks de plechtige openingsvergadering van het gerechtelijk jaar in de Pacificatiezaal van het stadhuis van Gent waar een openingsrede wordt gehouden door een openingsredenaar, gevolgd door een kritische repliek van de stafhouder van de Gentse balie.
Daarnaast heeft zij tot doel om het socio-cultureel leven aan de balie van Gent te bevorderen en advocaten te ondersteunen bij de uitoefening van hun beroep. 

## Oud-voorzitters
- 2021 – 2022 Mr. Bernard De Meyer
- 2019 – 2020 Mr. Joyce van Heetvelde
- 2017 – 2018 Mr. Stijn Vandamme
- 2015 – 2016 Mr. Wim Vanbiervliet
- 2013 – 2014 Mr. Katlijn De Wispelaere
- 2011 – 2012 Mr. Bart De Meulenaere
- 2009 – 2010 Mr. Ilse De Knijf
- 2007 – 2008 Mr. David Serrus
- 2005 – 2006 Mr. Filip Mertens
- 2003 – 2004 Mr. Isabelle Traest
- 2001 – 2002 Mr. Kris Markey
- 1999 – 2000 Mr. Hans De Meyer
- 1997 – 1998 Mr. Johan De Vriendt
- 1995 – 1996 Mr. Xavier Troch †
- 1993 – 1994 Mr. Mark Van Poucke †
- 1991 – 1992 Mr. Dominique Matthys
- 1989 – 1990 Mr. Kris Van Hoecke
- 1987 – 1988 Mr. Lieven Decaluwe †
- 1985 – 1986 Mr. Guy Naessens
- 1983 – 1984 Mr. Philippe Leroy
- 1981 – 1982 Mr. Frans Vanbiervliet †
- 1980 Mr. Paul De Cordier
- 1979 Mr. René Verstringhe †
- 1978 Mr. Arsène Ryckaert †
- 1977 Mr. Antoon Van Damme †
- 1976 Mr. Jan Van Severen †
- 1974 – 1975 Mr. Geert Baert †
- 1972 – 1973 Mr. Paul Van Malleghem †
- 1971 Mr. Jozef Nuytinck †
- 1969 – 1970 Mr. Médard De Sutter †
- 1968 Mr. Marcel Storme †
- 1967 Mr. Marcel Storme †
- 1966 Mr. Frans Baert †
- 1965 Mr. Frans Baert †
- 1964 Mr. Piet Blomme †
- 1963 Mr. Piet Blomme †
- 1962 Mr. Gerard Moyaert †
- 1961 Mr. Gerard Moyaert †
- 1960 Mr. Antoine Dhooge †
- 1959 Mr. Antoine Dhooge †
- 1957 – 1958 Mr. Jan Ronse †
- 1956 Mr. Willy Delva †
- 1955 Mr. Willy Delva †
- 1954 Mr. Georges Debra †
- 1953 Mr. Georges Debra †
- 1952 Mr.André Dua †
- 1951 Mr.André Dua †
- 1950 Mr. Jozef De Meester †
- 1949 Mr. Jozef De Meester †
- 1948 Mr. Edmond Blanchaert †
- 1940 – 1947 Mr. Arthur de Cordier†
- 1938 – 1940 Mr. Gabriël Vaerendonck †
- 1936 – 1937 Mr. Fernand Duchêne †
- 1935 – 1936 Mr. Henri van de Velde †
- 1933 – 1934 Mr. Albert Kluyskens †
- 1931 – 1932 Mr. Henri van de Velde †
- 1930 Mr. M. Matthijs †
- 1929 Mr. M. Matthijs †
- 1927 Mr. J. Zenner †
- 1926 Mr. J. Zenner †
- 1924 Mr. J. Zenner †
- 1913 Mr. J. van den Bossche †
- 1888 – 1911 Mr. Albert Fredericq †
- 1879 – 1888 Mr. Julius de Vigne †